# Caitlin Foord
Caitlin Jade Foord (* 11. November 1994 in Shellharbour) ist eine australische Fußballspielerin, die seit 2020 für den Arsenal Women FC aktiv ist und seit 2011 für Australien spielt.

## Karriere
Foord begann ihre Karriere bei der Illawarra Sports High School und spielte in der Saison 2008/09 für das Team des New South Wales Institute of Sport. In der Saison 2009/10 debütierte Foord für die Central Coast Mariners in der W-League. Nachdem die Mannschaft am Saisonende aufgelöst worden war, wechselte sie zum Sydney FC. Im März 2013 wechselte sie nach dem Gewinn der australischen Meisterschaft in die US-amerikanische National Women’s Soccer League zum Sky Blue FC und kehrte zur Saison 2013/14 auf Leihbasis nach Sydney zurück. Die spielfreie Zeit in den Vereinigten Staaten verbrachte sie sowohl Ende 2014, als auch in der Saison 2015/16 beim australischen Erstligisten Perth Glory. Nach erneuten Stationen in Australien beim Sydney FC und in den USA bei Portland Thorns FC steht Foord seit 2020 beim Arsenal Women FC unter Vertrag. Erster Pflichtspieleinsatz für Arsenal war das Viertelfinale in der UEFA Women’s Champions League 2019/20 gegen Paris Saint-Germain, das aber mit 1:2 verloren wurde. Foord wurde in der 76. Minute eingewechselt – eine Minute später fiel der Gegentreffer zum 1:2-Endstand. In ihrer ersten Saison erzielte sie in 21 Ligaspielen zehn Tore und war damit zweitbeste Torschützin ihrer Mannschaft.
Mit Arsenal nahm sie auch an der erstmals ausgetragenen Gruppenphase der UEFA Women’s Champions League 2021/22 teil. Mit Siegen gegen Oqschetpes Kökschetau (4:0), PSV Eindhoven (3:1) und Slavia Prag (3:0 und 4:0) hatte sich Arsenal für die Gruppenphase qualifiziert. In dieser wurden sie hinter Vorjahressieger FC Barcelona Zweite, da sie den direkten Vergleich gegen die punktgleiche TSG 1899 Hoffenheim mit 4:0 und 1:4 gewonnen hatten. Foord kam in drei Qualifikations- und fünf Gruppenspielen zum Einsatz und erzielte in den beiden Spielen gegen HB Køge je ein Tor. Im Viertelfinale trafen sie auf die Frauen des VfL Wolfsburg. Nach einem 1:1 in London verloren sie in Wolfsburg mit 0:2. Für die Gruppenphase der UEFA Women’s Champions League 2022/23 qualifizierten sie sich durch ein 2:2 daheim und einen 1:0-Auswärtssieg gegen Ajax Amsterdam. Sie kam in beiden Spielen zum Einsatz und traf in der Gruppenphase u. a. auf Rekordsieger Olympique Lyon. Im ersten Spiel gegen den Titelverteidiger gewannen sie in Lyon mit 5:1 wozu sie zwei Tore beisteuerte. Das Rückspiel auf eigenem Platz verloren sie dann zwar mit 0:1, belegten aber dennoch vor Lyon den ersten Platz.

### International
Am 12. Mai 2011 debütierte Foord bei einem Freundschaftsspiel gegen Neuseeland in der australischen Nationalmannschaft. Sie nahm an der Weltmeisterschaft 2011 in Deutschland teil, bei der die australische Mannschaft im Viertelfinale ausschied. Foord wurde mit dem erstmals vergebenen Preis für die beste Nachwuchsspielerin des Turniers ausgezeichnet. Im Oktober 2011 erhielt sie vom australischen Fußballverband die Auszeichnung als U-20-Spielerin des Jahres.
Bei der Fußball-Asienmeisterschaft der Frauen 2014 wurde sie in den fünf Spielen eingesetzt und erzielte beim 2:2 im Gruppenspiel gegen Weltmeister Japan das erste Tor. Durch den Einzug ins Halbfinale qualifizierten sich die Australierinnen für die WM 2015. Durch die 0:1-Niederlage im Finale gegen Japan konnten sie aber ihren Titel nicht verteidigen. Bei der WM-Endrunde wurde sie in den fünf Spielen der Matildas eingesetzt. Wieder endete das Spiel gegen Japan – diesmal im Viertelfinale – mit 0:1. Bei der Qualifikation für die Olympischen Spiele 2016 konnte sie sich dagegen mit ihrer Mannschaft gegen die Japanerinnen durchsetzen und sie beim Turnier in Japan mit 3:1 besiegen. Bei den Olympischen Spielen wurde sie in den vier Spielen eingesetzt und erzielte beim 2:2 im Gruppenspiel gegen den späteren Olympiasieger Deutschland das Tor zum zwischenzeitlichen 2:0. Im Viertelfinale verloren sie dann aber nach torlosen 120 Minuten gegen Gastgeber Brasilien im Elfmeterschießen, bei dem sie aber nicht antreten musste.
Für die Fußball-Asienmeisterschaft der Frauen 2018 konnte sie aufgrund einer Fußverletzung nicht nominiert werden. Bei der WM-Endrunde in Frankreich konnte sie dagegen wieder eingesetzt werden. Sie kam in den vier Spielen der Australierinnen zum Einsatz und erzielte beim 3:2-Sieg im Gruppenspiel gegen Brasilien den Anschlusstreffer zum 1:2. Als Gruppenzweite erreichten sie das Achtelfinale gegen Ex-Weltmeister Norwegen, das im Elfmeterschießen verloren wurde.
In der erfolgreich absolvierten Qualifikation für die Olympischen Spiele 2020 kam sie in allen fünf Spielen zum Einsatz und erzielte beim 7:0 gegen die Republik China drei Tore. Bei den wegen der COVID-19-Pandemie um ein Jahr verschobenen Spielen wurde sie nur im dritten Gruppenspiel gegen die USA nicht eingesetzt. Im mit 3:4 gegen die USA verlorenen Spiel um die Bronzemedaille erzielte sie das Tor zum 2:4-Zwischenstand. Der vierte Platz ist die bisher beste Platzierung der Matildas bei einem großen interkontinentalen Turnier.
Im Januar 2022 wurde sie für die Asienmeisterschaft in Indien nominiert. Sie kam in den drei Gruppenspielen und im Viertelfinale, in dem ihre Mannschaft gegen Südkorea ausschied, zum Einsatz. Beim 18:0-Sieg im ersten Spiel gegen Indonesien erzielte sie ein Tor.
Am 8. April 2022 bestritt sie im Freundschaftsspiel gegen Neuseeland, das durch zwei Tore in der Nachspielzeit mit 2:1 gewonnen wurde, ihr 100. Länderspiel.
Am 3. Juli 2023 wurde sie für die WM-Endrunde in ihrer Heimat nominiert, kam in jedem der sieben Spiele ihres Teams zum Einsatz und wurde mit ihrer Mannschaft nach einer 0:2-Niederlage gegen die Schwedinnen im Spiel um Platz 3 Vierte. Sie erzielte das erste Tor beim 2:0-Sieg im Achtelfinale gegen Dänemark und wurde als Spielerin des Spiels ausgezeichnet.
Bei den Olympischen Spielen 2024 schied sie mit ihrer Mannschaft nach Niederlagen gegen Deutschland und die USA sowie einem 6:5-Sieg gegen Sambia nach 2:5-Rückstand, nach der Vorrunde aus.

## Erfolge
- 2012/13 und 2018/2019: Australische Meisterschaft (Sydney FC)
- Tournament of Nations-Siegerin 2017
- Cup-of-Nations-Siegerin 2019 und 2023
- Englische Ligapokalsiegerin 2022/23 und 2023/2024 (Arsenal)